# Oenobotys invinacealis
Oenobotys invinacealis là một loài bướm đêm trong họ Crambidae.